# Estación Santa Clara
Santa Clara es una estación ubicada en la comuna chilena de Bulnes. 

## Historia
Fue construida junto con el Ferrocarril Talcahuano - Chillán y Angol, e inaugurada en 1874. Luego pasó a formar parte de la Red Sur de Ferrocarriles del Estado. 
El 28 de febrero de 1923 se ordena la construcción del cercado de la estación. En 1943 se construyeron los andenes y se transformaron las líneas de la estación.
La labor de movilización de tráfico de EFE fue suprimida, y tampoco hay detenciones normales de servicios de pasajeros. Hacia 2022 el edificio principal de la estación se encontraba deteriorado y abandonado, y frente a ella se encuentra un edificio que correspondía a la antigua vivienda del jefe de estación, que mantiene un uso residencial.